# Diocesi di Dinawar
La diocesi di Dinawar è un'antica sede della Chiesa d'Oriente, suffraganea dell'arcidiocesi di Hulwan, attestata dal IX all'XI secolo.

## Storia
Dinawar era una città iraniana, le cui rovine sono localizzate nel nord-est della regione di Kermanshah, nella provincia di Sahneh. Nell'impero persiano era parte della provincia della Media, chiamata in siriaco Beth Madaye e in arabo al-Gabal (o Jibal).
Le prime informazioni relative alla presenza del cristianesimo nel distretto di Dinawar sono legate alle vicende raccontate nelle biografie del monaco Yazdin e di suo nipote Petion, vissuti nella prima metà del V secolo, e raccolte nei testi agiografici in lingua siriaca della Chiesa d'Oriente.
Dinawar appare per la prima volta come diocesi nell'elenco delle diocesi del patriarcato d'Oriente redatto nel 900 da Elia di Damasco, menzionata tra le suffraganee dell'arcidiocesi di Hulwan. È probabile che la diocesi abbia origini antiche, ma i suoi vescovi sono assenti nelle liste episcopali riportate dal Synodicon orientale e l'unico conosciuto è Mari il Persiano, che era già stato trasferito alla sede metropolitana di Hulwan quando Elia di Nisibi scrisse la sua Cronografia, ossia nel 1018. Null'altro si conosce di questa antica sede episcopale.

## Cronotassi dei vescovi
- Mari il Persiano † (? - prima del 1018 nominato metropolita di Arcidiocesi di Hulwan)